# تیری اومیر
تیری اومیر (فرانسوی: Thierry Omeyer‎؛ زادهٔ ۲ نوامبر ۱۹۷۶) بازیکن هندبال اهل فرانسه است.
وی همچنین برنده جوایزی همچون لژیون دونور (شوالیه) و باارزش‌ترین بازیکن ۲۰۱۵ جهان شده‌است.